# Vipsania Marcella
Vipsania Marcella Agrippina ou Vipsania Marcellina (née vers 27 av. J.-C.) est la fille de l'homme d'état Marcus Vipsanius Agrippa et de sa seconde épouse Claudia Marcella l’Aînée. Elle est la première petite-fille d'Octavie la Jeune et la première petite-nièce de l’empereur romain Auguste.

## Biographie
Autour de 14 av. J.-C., elle épouse le général romain et homme politique Publius Varus Quinctilius, ou Quintus Haterius ou encore Marcus Æmilius Lepidus. Si elle est mariée à ce dernier, un de leurs fils est connu par une inscription de dévouement dans la basilique Aemilia.
En fait, il est proposé, selon Meyer Reinhold, ou Wikipedia : Vipsania, femme de Varus (en), et encore Vipsania Marcella Minor, de distinguer quatre sœurs Vipsania, toutes filles d'Agrippa : 
- Vipsania Marcella (Agrippina) Major : la fille aînée de Claudia Marcella Major, et l'épouse de Varus ;
- Vipsania Marcella (ou Marcellina) (Agrippina) Minor : la sœur cadette de la précédente, et la femme de M. Æ. Lépide ;
- Vipsania (Agrippina), demi-sœur aînée des précédentes, fille de Pomponia, et femme de Tibère puis de Caius Asinius Gallus ;
- Vipsania (Agrippina) Attica, sœur de la précédente, épouse de Quintus Haterius.

Tacite fait une allusion à ce qu'elle n'est pas morte en couches ou de causes naturelles. Il stipule que les enfants d'Agrippa sont soit tués au combat, soit morts de faim ou empoisonnés. Toutefois, cela peut simplement s'appliquer aux enfants d'Agrippine l'Aînée, la fille de Julia l'Aînée, elle-même fille d'Auguste. Tacite ne fait aucun commentaire spécifique sur Marcella. La date de sa mort est incertaine.